# 団こと葉
団 こと葉（だん ことば、1982年 - ）は日本のミュージカル俳優である。滋賀県大津市出身で現在はニューヨーク在住。劇団四季所属（2015年より休団中）。

## 来歴
立命館大学大学院教授の父の元福知山市で生まれ、その後宇治市、京都市を経て滋賀県大津市で育つ。8歳からクラシックバレエを始め、高校卒業後は舞台芸術学院ミュージカル部本科に進み、その後劇団四季オーディションに合格し、卒業後2003年4月に研究生として劇団四季（42期生）へ入団した。同年アンデルセンアンサンブル役で初舞台に出演した。2015年に劇団四季を休団し、ニューヨークへ渡り俳優学校「HB Studio」への留学している。

## 人物
劇団四季入団同期の42期生には田中彰孝などがいる。

## 主な出演作品
- アンデルセン（2003年アンサンブル）
- アイーダ（2004年アンサンブル）
- ミュージカル南十字星（2004年アンサンブル）
- エビータ（2005年アンサンブル）
- キャッツ（2005年～ディミータ）
- ミュージカル異国の丘（2006年季花蓮）
- コンタクト（2007年妻）
- ウエストサイド物語（2007年～アニタ）
- オンディーヌ（2011年アンサンブル）
- コーラスライン（2011年シーラ）
- 桃次郎の冒険（2012年キジ）